# Lunar Orbiter-programmet
Lunar Orbiter-programmet blev brugt af NASA til at kortlægge Månens overflade, med henblik på bestemmelse af apollo-landingssteder. Videokameraer var ikke særligt gode i 60'erne, så Lunar Orbiter-sonderne brugte rullefilmskameraer. Negativer fra disse kunne forstørres kraftigt og havde i årevis været brugt af spionsatellitter. Ulempen var at filmrullerne skulle fremkaldes om bord, inden de blev skannet. De skannede billeder blev uploaded til jordstationerne (43 min. pr. billede) og når filmrullen var tom, var Lunar Orbiter-sonden værdiløs. Sonderne blev bremset, så de kolliderede med Månen, for ikke at interferere med apollo-fartøjerne. De første tre Lunar Orbiter-sonder koncentrerede sig om et smalt bælte omkring ækvator, på forsiden, hvor apolloastronauterne kunne lande. Da man havde kortlagt dette område, blev de to sidste sonder brugt til en global kortlægning af Månen. Disse havde polære baner og 99% af Månen blev kortlagt.

Filmrullen var en 70mm Kodak SO-368 film, på 79 meter. Lunar Orbiter havde et 80 mm tele- og et 650 mm superteleobjektiv. 99% af Månen blev kortlagt med 60 meters opløsning og apollolandingskandidaterne med 2 meters opløsning. Lunar Orbiter-programmet blev udført af NASA's Langley Research Center, Virginia.
Lunar Orbiter-sonderne blev opsendt med Atlas-Agena-raketter, der var en kombination af to atommissiler, der også havde opsendt Ranger-sonder, Mariner-sonder og KH-7 spionsatellitter. Alle Lunar Orbiter-sonder var succeser og senere undersøgelser af anomalier i deres baner, førte til opdagelsen af mascons (overfladenære områder med massivt klippemateriale).
- 385 kg tunge månekredsere:
  - Lunar Orbiter 1, 10. august 1966 — 12° baneinklination, 211 brugbare billeder.
  - Lunar Orbiter 2, 6. november 1966 — 12° baneinklination, 184 brugbare billeder.
  - Lunar Orbiter 3, 4. februar 1967 — 21° baneinklination, 182 brugbare billeder.
  - Lunar Orbiter 4, 4. maj 1967 — 85° baneinklination, 163 brugbare billeder.
  - Lunar Orbiter 5, 1. august 1967 — 85° baneinklination, 213 brugbare billeder.